# Фрошауэр, Кристоф
Кристоф Фрошауэр (нем. Christoph Froschauer; около 1490 — 1 апреля 1564, Цюрих) — швейцарский типограф.
Учился книгопечатанию в Аугсбурге. В 1515 г. прибыл в Цюрих, вскоре принял печатное дело умершего цюрихского типографа Ганса Рюггера и стал одной из ключевых фигур в жизни города. В печатне Фрошауэра с 1520 по 1564 гг. было издано около 1000 книг общим тиражом около миллиона экземпляров — прежде всего различные издания Библии, подготовленные видным деятелями Реформации. Среди этих изданий выделяется подготовленная другом Фрошауэра Ульрихом Цвингли так называемая Цюрихская Библия (иначе называемая Библией Фрошауэра) — издание 1530 г. с иллюстрациями Ганса Гольбейна младшего.